# DALF

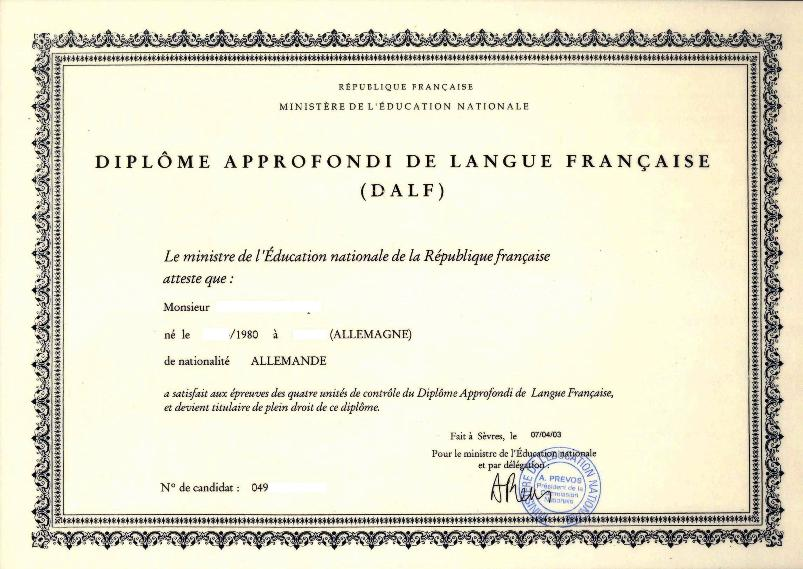
Certyfikat DALF

DALF (Diplôme approfondi de langue française) – oficjalny, międzynarodowy certyfikat językowy, potwierdzający znajomość języka francuskiego przez osoby, dla których język ten nie jest ojczystym.
Certyfikat ten jest jednym z dwóch, obok DELF, dyplomów ustanowionych przez francuskie Ministerstwo Edukacji Narodowej 22 maja 1985 roku. Jednostką odpowiedzialną za certyfikat jest Centre international d'études pédagogiques (CIEP) w Sèvres, w którym mieści się Commission nationale du DELF et du DALF.
Począwszy od września 2005, kiedy certyfikaty DELF i DALF zostały zreformowane, DALF można zdawać na jednym z dwóch poziomów, zgodnych z zaleceniami przyjętymi przez Radę Europy: C1 i C2 (tzw. poziom biegłości). Niższym poziomom - poziomowi podstawowemu (A1 i A2) i poziomowi samodzielności (B1 i B2) odpowiada certyfikat DELF. Wszystkie 6 dyplomów jest niezależnych i kandydat może zdawać egzamin na dowolnym poziomie, bez względu na dotychczas posiadane certyfikaty.
Egzaminy, pozwalające na otrzymanie certyfikatu DALF, organizowane są w 900 ośrodkach w 154 krajach, również we Francji. W Polsce znajduje się 17 ośrodków egzaminacyjnych (w Białymstoku, Bydgoszczy, Gdańsku, Gorzowie Wielkopolskim, Katowicach, Krakowie, Łodzi, Lublinie, Olsztynie, Poznaniu, Rybniku, Rzeszowie, Szczecinie, Toruniu, Warszawie i Wrocławiu), z centralą w Instytucie Francuskim w Warszawie.
Certyfikat DALF zwalnia z egzaminów z języka francuskiego przy ubieganiu się o przyjęcie na wyższe uczelnie we Francji.

## Przebieg egzaminów
Zarówno egzamin DALF C1, jak i C2, można zdawać w jednej z dwóch wybranych przez kandydata dziedzin (domaines): nauki humanistyczne (lettres et sciences humaines) i nauki ścisłe (sciences). Dziedziny te odnoszą się do tematyki, jaka jest poruszana podczas egzaminu. Podczas egzaminu kandydat ma do czynienia z różnego rodzaju dokumentami, które mogą pochodzić z prasy (codziennej, specjalistycznej itd.), radia, internetu, dzieł literackich itp. i przybierającymi różnorodne formy (wywiady, analizy, fragmenty powieści, wykłady, przemówienia, rozmowy itd.).

### DALF C1
Egzamin trwa 4 godz. i składa się z 4 części. Łącznie można uzyskać 100 punktów. Aby otrzymać dyplom, należy uzyskać minimum 50, przy czym nie mniej niż 5 z każdej części.
- Rozumienie ze słuchu (compréhension de l’oral) - ok. 40 min. Kandydat dwukrotnie wysłuchuje nagrania o długości ok. 8 min. i udziela pisemnych odpowiedzi na pytania. Następnie jednokrotnie wysłuchuje kilku krótkich nagrań i także odpowiada na zadane pytania.
- Rozumienie tekstu czytanego (compréhension des écrits) - 50 min. Osoba egzaminowana otrzymuje tekst z pytaniami.
- Wypowiedź pisemna (production écrite) - 2,5 godz. Kandydat ma do napisania dwa teksty: syntezę i tekst argumentacyjny. Syntezę wykonuje na podstawie kilku tekstów o łącznej długości ok. 1 000 słów. Synteza powinna liczyć 220 słów (z marginesem błędu +/- 10%). Tematyka tekstu argumentacyjnego jest powiązana z tematyką dokumentów, wykorzystanych do napisania syntezy. Łączna długość tekstu argumentacyjnego to 250 słów (+/- 10%).
- Wypowiedź ustna (production orale) - 1 godz. przygotowania + 30 min. egzaminu. Wypowiedź (tzw. exposé), przygotowana jest przez kandydata na podstawie różnych dokumentów. Po niej następuje rozmowa z komisją.

### DALF C2
Egzamin trwa łącznie 3,5 godz. i składa się z 2 części. Łącznie można uzyskać 100 punktów.
- Rozumienie ze słuchu i wypowiedź ustna (compréhension et production orales) - 1 godz. przygotowania + 30 min. egzaminu. Kandydat dwukrotnie wysłuchuje nagrania o długości ok. 4-10 min., podczas którego może robić notatki. Po wysłuchaniu ma 1 godz. na przygotowanie się do rozmowy z komisją, podczas której przedstawia tzw. compte-rendu z wysłuchanego nagrania i własną wypowiedź, będącą rozwinięciem idei i problematyki zawartych w nagraniu. Po tej części następuje rozmowa z jury.
- Rozumienie i wypowiedź pisemna (compréhension et production écrites) - 3,5 godz. Kandydat otrzymuje kilka tekstów, liczących łącznie około 2 000 słów. Na ich podstawie pisze własną wypowiedź (np. artykuł).